# 基兰·巴德卢
基兰·巴德卢（荷蘭語：Kiran Badloe，1994年9月13日—）生于弗莱福兰省阿尔梅勒，是一名荷兰男子帆船运动员，主攻风浪板。他在六岁时因父亲工作的关系随父亲移居至位于加勒比海的荷兰公共实体博奈尔，他也在九岁时在那里开始接触帆板运动。他在大约十岁时和父亲回到荷兰本土，并加入家乡的帆船俱乐部，十四岁时，他开始参加欧洲及世界级的青年比赛，但从未成为世界青年冠军，十九岁时，他开始在成年级别赛场上获得更多关注，在自己的第一次世界帆船锦标赛上排名男子风浪板第八位。2021年7月，他代表荷兰出战第32届夏季奥运，获得男子风浪板金牌，奥运期间他因其独特的蓝色箭头发型获媒体关注，该发型参考了美国动画降世神通：最後的氣宗主角安昂光头上的蓝色箭头。